# هلو فرش
هلو فرش (انگلیسی: HelloFresh) شرکت صنایع غذایی آلمانی است، که در سال ۲۰۱۱ تأسیس شد.